# Кіттаннінг Тауншип (округ Армстронг, Пенсільванія)
Кіттаннінг Тауншип (англ. Kittanning Township) — селище (англ. township) в США, в окрузі Армстронг штату Пенсільванія. Населення — 2035 осіб (2020).

## Демографія
Згідно з переписом 2010 року, у селищі мешкало 2265 осіб у 873 домогосподарствах у складі 630 родин. Було 952 помешкання
Расовий склад населення:
| - 99,0 % — білих - 0,3 % — чорних або афроамериканців - 0,2 % — азіатів |

До двох чи більше рас належало 0,2 %. Частка іспаномовних становила 0,3 % від усіх жителів.
За віковим діапазоном населення розподілялося таким чином: 19,3 % — особи молодші 18 років, 60,3 % — особи у віці 18—64 років, 20,4 % — особи у віці 65 років та старші. Медіана віку мешканця становила 47,4 року. На 100 осіб жіночої статі у селищі припадало 95,8 чоловіків;  на 100 жінок у віці від 18 років та старших — 94,8 чоловіків також старших 18 років.
Середній дохід на одне домашнє господарство  становив 56 094 долари США (медіана — 47 042), а середній дохід на одну сім'ю — 64 448 доларів (медіана — 57 857). Медіана доходів становила 47 000 доларів для чоловіків та 39 000 доларів для жінок. За межею бідності перебувало 8,0 % осіб, у тому числі 11,1 % дітей у віці до 18 років та 8,6 % осіб у віці 65 років та старших.
Цивільне працевлаштоване населення становило 850 осіб. Основні галузі зайнятості: освіта, охорона здоров'я та соціальна допомога — 29,9 %, виробництво — 13,2 %, транспорт — 9,1 %, сільське господарство, лісництво, риболовля — 8,5 %.